# Flesh Gordon – Schande der Galaxis
Flesh Gordon – Schande der Galaxis ist eine Sexfilm-Parodie auf Flash Gordon aus dem Jahr 1990 und die Fortsetzung des Films Flesh Gordon von 1974. Regie führte Howard Ziehm.

## Inhalt
Der intergalaktische Held Flesh Gordon wird von einer Gruppe kosmischer Cheerleader entführt, die ihn um Hilfe bitten, ihren Planeten zu retten. Dort wurden alle Männer durch einen Impotenzstrahl des bösen Imperators und seines Wissenschaftlers betroffen, was die Frauen in Verzweiflung stürzt. Gemeinsam mit Dr. Flexi Jerkoff und seiner Verlobten Dale Ardor nimmt Flesh den Kampf gegen den Imperator auf, um die liebestötenden Strahlen zu stoppen.

## Produktion
Regie führte Howard Ziehm, der bereits beim ersten Teil Regie führte. Das Drehbuch verfassten Howard Ziehm und Doug Frisby. Die Hauptrollen übernahmen Vince Murdocco als Flesh Gordon, Tony Travis und Robyn Kelly. Die Musik komponierte Paul Zaza, und die Kamera führte Danny Nowak. Produziert wurde der Film von Joseph Garofalo, Maurice Smith, Joe Allegro und Gary Melius.

## Rezeption
„[...] Eine dümmliche Sexklamotte auf Stammtisch-Niveau, die eine unerträgliche Mischung aus Sex-, Fäkal- und Gewaltfantasien voller derber Dialoge zum Besten gibt.“

In der Internet Movie Database erhielt der Film 3,7 von 10 Sternen. Die Parodie zeichne sich durch grellbunte Szenen, skurrile Charaktere und tabulosen, bisweilen sexistischen Humor aus und gelte als potentieller Trash-Kultklassiker.